# 陳冠偉
陳冠偉（1996年10月28日—），是台灣棒球運動員，目前效力於中華職棒味全龍隊，守備位置為投手。

## 生平
陳冠偉出生於臺中市，父親為棒球總教練陳威成。國中就讀西苑高中國中部，高中就讀彰化藝術高中，畢業後就讀國立台灣體育運動大學，並於2016年到美國參加當地的夏季聯盟，增進球技。
2019年，大學畢業後參加中華職棒舉辦的測試會，獲得教練團推薦通過，得以參加後續的選秀會，並在選秀會上被新成立的味全龍隊以第17輪第52順位指名，並在2020年整季隨著新球隊味全龍打一年二軍，該年總計出賽37場比賽，2勝3敗，有10次中繼成功，防禦率3.44，2021年雖然到9月份才迎來生涯一軍初登板，但卻締造了自初登板起連續11場比賽都沒有失分的紀錄，也因此扛下了布局投手的職位，總計2021年出賽27場比賽，3勝1敗，8個中繼成功，防禦率1.80。
2022年，球季初也是擔任布局投手的角色，但季中球隊透過選秀會選進了林凱威，並讓洋投伍鐸從終結者的位置改回先發投手，因此總教練葉君璋也決定讓陳冠偉擔任終結者的位置，並成功在該年拿下9次救援成功，季末也以49場出賽，3勝2敗及8次中繼、9次救援的成績拿下中華職棒新人王。
2023年，入選世界棒球經典賽，不過在賽會中皆有失分，更因為提早開機導致在例行賽中表現不佳而下到二軍，經過短暫調整後再度回到一軍，並在5月6日投出生涯第100次三振，以316打席達成生涯100次三振刷新中華職棒本土投手紀錄。該年出賽58場比賽，5勝5敗、14次救援成功及11次中繼成功，防禦率2.13。

## 職棒生涯成績
| 年度 | 球隊   | 出賽 | 先發 | 勝投 | 敗投 | 中繼 | 救援 | 完投 | 完封 | 四壞 | 三振 | 責失 | 投球局數 | 自責分率 | 被上壘率 |
| ---- | ------ | ---- | ---- | ---- | ---- | ---- | ---- | ---- | ---- | ---- | ---- | ---- | -------- | -------- | -------- |
| 2021 | 味全龍 | 27   | 0    | 3    | 1    | 8    | 0    | 0    | 0    | 5    | 29   | 5    | 25.0     | 1.80     | 0.80     |
| 2022 | 味全龍 | 49   | 0    | 3    | 2    | 8    | 9    | 0    | 0    | 15   | 61   | 16   | 46.0     | 3.13     | 0.89     |
| 2023 | 味全龍 | 58   | 0    | 5    | 5    | 11   | 14   | 0    | 0    | 16   | 57   | 13   | 55.0     | 2.13     | 1.15     |
| 2024 | 味全龍 | 58   | 0    | 3    | 4    | 7    | 22   | 0    | 0    | 14   | 72   | 11   | 56.0     | 1.77     | 0.91     |
| 合計 | 4年    | 192  | 0    | 14   | 12   | 34   | 45   | 0    | 0    | 50   | 219  | 45   | 182.0    | 2.23     | 0.96     |

## 外部連結
- 陳冠偉在台灣棒球維基館上的頁面（繁體中文）
- 陳冠偉在中華職棒官網
- 陳冠偉在Baseball-Reference.com（小聯盟以及海外聯盟）（英语）